# Verband Deutscher Rentenversicherungsträger
Der Verband Deutscher Rentenversicherungsträger (VDR) war ein freiwilliger Zusammenschluss der 26 Träger der gesetzlichen Rentenversicherung in der Bundesrepublik Deutschland. Am 9. August 1919 wurde der unmittelbare Vorläufer, der Verband Deutscher Landesversicherungsanstalten, in Kassel gegründet. Die Aufgabe bestand vor allem in der Vereinheitlichung des Rentenrechts. Ende November 1938 kam es zur Umwandlung in den „Reichsverband Deutscher Rentenversicherungsträger“ als gemeinsamen Spitzenverband der Rentenversicherungsträger, der auch nach 1945 bestehen blieb. Seit dem 3. Mai 1946 trug er den Namen „Verband Deutscher Rentenversicherungsträger (VDR)“ und nahm seinen Sitz zunächst in Hannover und ab 1958 in Frankfurt am Main. In allen drei westlichen Besatzungszonen konstituierte sich der VDR 1948 als Dachverband der Rentenversicherungsträger. Die Bundesversicherungsanstalt für Angestellte (BfA) als eigenständige Angestelltenversicherung trat 1953 dem Verband bei.
Der VDR war ein eingetragener Verein. Er fusionierte im Zuge der Organisationsreform der Rentenversicherung in Deutschland zum 1. Oktober 2005 als Grundsatz- und Querschnittsbereich mit der Bundesversicherungsanstalt für Angestellte (BfA) zur neu gebildeten Deutsche Rentenversicherung Bund.
Sein Vorsitzender war von 1992 bis 2005 Franz Ruland.